# Nghị viện Quốc gia (Đông Timor)
Nghị viện Quốc gia (tiếng Tetum: Parlamentu Nasionál, tiếng Bồ Đào Nha: Parlamento Nacional) là cơ quan lập pháp quốc gia đơn viện ở Đông Timor. Nó được thành lập vào năm 2001 với tên gọi là Hội đồng Lập hiến trong khi nước này vẫn còn dưới sự giám sát của Liên Hợp Quốc, nhưng sau đó đã đổi tên thành Nghị viện Quốc gia với việc giành được độc lập từ Indonesia vào ngày 20 tháng 5 năm 2002.

## Cấu trúc
Nghị viện Quốc gia có 65 thành viên, được bầu 5 năm một lần theo hình thức đại diện tỷ lệ theo danh sách đảng. Ba thành phần chính liên quan đến nghị viện ở Đông Timor là Nghị viện Quốc gia, Thủ tướng, và Tổng thống.

### Tổng thống
Tổng thống Đông Timor, được bầu tại một cuộc bầu cử riêng biệt với cuộc bầu cử Nghị viện Quốc gia, có vai trò là nguyên thủ quốc gia. Tổng thống có thể từ chối một số đạo luật nhất định, nhưng vai trò của tổng thống cũng bị hạn chế bởi Hiến pháp. Tổng thống đương nhiệm, từ ngày 20 tháng 5 năm 2017, là Francisco Guterres, thuộc đảng Fretilin.

### Thủ tướng
Tổng thống bổ nhiệm Thủ tướng, nhưng thông thường Tổng thống sẽ lựa chọn lãnh đạo đảng (hoặc liên minh) lớn nhất, chiếm đa số trong nghị viện. Về bản chất, nếu không có một đảng nào đủ khả năng thành đa số trong nghị viện, thì tất cả các thành viên nghị viện sau đó sẽ bầu người đứng đầu chính phủ. Thủ tướng thực hiện chức năng của người đứng đầu chính phủ. Thủ tướng đương nhiệm, từ ngày 15 tháng 9 năm 2017, là Mari Alkatiri, thuộc đảng Fretilin.

## Bầu cử
Các cuộc bầu cử được tổ chức 5 năm một lần bằng cách sử dụng hệ thống bầu cử đại diện tỷ lệ theo danh sách đảng để bầu 65 thành viên cho Nghị viện Quốc gia. Quyền bỏ phiếu là tự nguyện đối với tất cả công dân Đông Timor trên 17 tuổi. Tính tới năm 2017 đã có bốn cuộc bầu cử Nghị viện Quốc gia Đông Timor là: 2001, 2007, 2012 và 2017.
Cuộc bầu cử gần đây nhất là bầu cử nghị viện khóa 4 vào ngày 22 tháng 7 năm 2017. Có 5 đảng phái mới tham gia tranh cử, nhưng chỉ có đảng KHUNTO có được ghế trong nghị viện; trong khi đảng Frenti-Mudança chiếm 2 ghế trong nghị viện khóa 3 nhưng lại không đạt đủ tỷ lệ có ghế trong khóa này. Kết quả cuộc bầu cử Nghị viện Quốc gia năm 2017:
| Đảng                                                          | Số phiếu | %     | Số ghế | +/– |
| ------------------------------------------------------------- | -------- | ----- | ------ | --- |
| FRETILIN                                                      | 168,480  | 29,7  | 23     | –2  |
| Đại hội Quốc gia vì tái thiết Timor (CNRT)                    | 167,345  | 29,5  | 22     | –8  |
| Đảng Giải phóng Nhân dân (PLP)                                | 60,098   | 10,6  | 8      | Mới |
| Đảng Dân chủ                                                  | 55.608   | 9,8   | 7      | –1  |
| Kmanek Haburas Unidade Nasional Timor Oan                     | 36.547   | 6,4   | 5      | +5  |
| Đảng Liên hiệp Phát triển và Dân chủ                          | 15.887   | 2,8   | 0      | Mới |
| Liên minh Dân chủ Timor                                       | 11.255   | 2,0   | 0      | 0   |
| Frenti-Mudança                                                | 8.849    | 1,6   | 0      | –2  |
| Đảng Hy vọng của Tổ quốc                                      | 6.775    | 1,2   | 0      | Mới |
| Hiệp hội Quân chủ Nhân dân Timor                              | 5.461    | 1,0   | 0      | 0   |
| Khối liên minh Bloku Unidade Popular (PMD–PLPA–PDRT)          | 4.999    | 0,9   | 0      | 0   |
| Đảng Xã hội chủ nghĩa Timor                                   | 4.891    | 0,9   | 0      | 0   |
| Đảng Dân chủ Xã hội                                           | 4.688    | 0,8   | 0      | 0   |
| Đảng Cộng hòa                                                 | 3.951    | 0,7   | 0      | 0   |
| Đảng Phát triển Quốc gia                                      | 3.846    | 0,7   | 0      | 0   |
| Chiến dịch Dân chủ Xã hội Timor                               | 2.330    | 0,4   | 0      | Mới |
| Đảng Phát triển Nhân dân                                      | 2.079    | 0,4   | 0      | 0   |
| Đảng Dân chủ Thiên chúa giáo                                  | 1.764    | 0,3   | 0      | 0   |
| Phong trào tự do của người Maubere                            | 1.332    | 0,2   | 0      | Mới |
| Phong trào kháng chiến Timor Thống nhất Quốc gia              | 1.216    | 0,2   | 0      | 0   |
| Đảng Dân chủ Timor                                            | 669      | 0,1   | 0      | 0   |
| Tổng phiếu đã bầu hợp lệ                                      | 568.070  | –     | –      | –   |
| Phiếu trắng/không hợp lệ                                      | 15.886   | –     | –      | –   |
| Tổng                                                          | 583.956  | 100   | 65     | 0   |
| Số cử tri đã đăng ký                                          | 760.907  | 76.74 | –      | –   |
| Nguồn: CNE Lưu trữ ngày 18 tháng 5 năm 2018 tại archive.today |          |       |        |     |

## Thành viên hiện tại
Nghị viện Quốc gia khóa 4 của Đông Timor hiện nay bao gồm 65 thành viên được bầu vào cuộc bầu cử năm 2017. Cơ cấu thành phần các nghị sĩ gồm 23 nghị sĩ từ đảng Fretilin, 22 từ Đại hội Quốc gia vì tái thiết Timor (CNRT), 8 từ Đảng Giải phóng Nhân dân (PLP), 7 từ Đảng Dân chủ (PD), 5 từ KHUNTO. Mỗi nghị sĩ sẽ phục vụ nhiệm kỳ 5 năm, bắt đầu vào năm 2017 và sẽ kết thúc vào năm 2022.

## Danh sách các Chủ tịch Nghị viện Quốc gia
| # | Ảnh | Tên                    | Nhậm chức        | Mãn nhiệm        | Đảng         |
| - | --- | ---------------------- | ---------------- | ---------------- | ------------ |
| 1 |     | Francisco Guterres     | 20 tháng 5, 2002 | 8 tháng 8, 2007  | Fretilin     |
| 2 |     | Fernando de Araújo     | 8 tháng 8, 2007  | 30 tháng 7, 2012 | Đảng Dân chủ |
| 3 |     | Vicente Guterres       | 30 tháng 7, 2012 | 2016             | CNRT         |
| 4 |     | Adérito Hugo da Costa  | 2016             | 2017             | CNRT         |
| 5 |     | Aniceto Guterres Lopes | 5 tháng 9, 2017  | Đương nhiệm      | Fretilin     |